# 尚德巴士總站
尚德巴士總站（英語：Sheung Tak Bus Terminus）是一個位於香港西貢區將軍澳市中心的巴士總站，於1998年10月23日啟用。

## 歷史
- 1998年10月23日正式啟用，首批路線包括296、296A和296D。
- 1999年2月14日，路線N293和N691由坑口（北）延長至尚德。
- 1999年3月23日，路線296C開辦，為騰出空間停放新線，296改停唐明街尚德商場外。期間，部份路線的「尚德總站」也以唐明街尚德商場外為終點站，包括692P、693、693P、694。
- 2006年4月24日，路線N691由尚德延長至調景嶺景嶺路香港知專設計學院外。
- 2025年4月6日，專線小巴路線117A開辦，成為首條進駐此總站的小巴路線[1]。

## 總站路線（巴士）

### 九龍巴士296A線
- 尚德 ↺ 牛頭角站

1998年3月6日起投入服務，是將軍澳南首條巴士路線。現時途經創紀之城、觀塘市中心及觀塘游泳池。

### 九龍巴士296C線
- 尚德 ↔ 長沙灣（海盈邨）

1999年3月26日起投入服務。現時途經觀塘市中心、牛頭角、九龍灣、新蒲崗、九龍城、旺角及深水埗。

### 九龍巴士296P線
- 尚德 ↔ 荔枝角站

2017年10月30日起投入服務。現時途經九龍灣商貿區、新蒲崗、九龍城、旺角及深水埗 。

### 九龍巴士296D線
- 尚德 ↔ 九龍站

1998年10月23日起投入服務，現時途經觀塘繞道、啟德隧道、紅磡（祇限回程)、佐敦、尖沙咀和環球貿易廣場。

### 九龍巴士N293線
- 尚德 ↔ 旺角（柏景灣）

1989年11月20日起投入服務，多次延長路線。現時途經將軍澳市中心、坑口、寶林、翠林邨、康盛花園、馬游塘、寶達邨、曉光街、和樂邨、觀塘市中心、牛頭角上邨、九龍灣、新蒲崗、九龍城、旺角及大角咀。

## 總站路線（專線小巴）

### 新界專綫小巴117A線
- 尚德 ↔ 安達臣道石礦場

## 過往路線
- 過海隧道巴士692P線
- 過海隧道巴士693線（已停辦）
- 過海隧道巴士693P線
- 過海隧道巴士694線
- 九龍巴士296線
- 九龍巴士296X線 (唐德街)
- 新巴796M線 (唐德街)
- 新巴796X線 (唐德街)

## 站位設計
本站採用坑位設計，共設有2條單坑，1條雙坑。

### 路線配置
296A線使用雙坑，296D線使用單坑，296P線、N293線與296C線共用一坑。

## 車坑分佈
| 車坑分佈（以入口最左邊起計） | 車坑分佈（以入口最左邊起計） | 車坑分佈（以入口最左邊起計） |
| 車坑編號                     | 車坑數目                     | 路線                         |
| ---------------------------- | ---------------------------- | ---------------------------- |
| 1                            | 單坑                         | 九龍巴士296D線               |
| 2                            | 單坑                         | 九龍巴士296C、296P、N293線   |
| 3                            | 雙坑                         | 九龍巴士296A線               |
| 4                            | 單坑                         | 專線小巴117A線               |
| 5                            | 單坑                         | 的士站                       |

## 使用狀況
作為首個位於將軍澳市中心的巴士總站，啟用初期未能應付龐大交通需求，只有三條巴士沒有足夠空間停泊，乘客候車也有困難，部份路線如當時的296、693及694線被逼以唐明街為終點站，遭到當時的居民、傳媒和議員大肆抨擊。隨著港鐵將軍澳綫2002年通車，彩明、調景嶺站和將軍澳站公共運輸交匯處相繼落成，以及巴士路線重組及遷離唐明街後（296改為296M並改以坑口站為總站，693與691合併為692並改以坑口（北）為總站，694改以調景嶺站為總站），擠逼情況終得到解決。
現時此總站的服務已經飽和，雖然本總站三條路線均与港鐵直接競爭，但因本總站距離將軍澳站有一定距離，仍吸引大量乘客乘搭。三線在繁忙時間通常滿座。
此總站設有小巴泊位，但直至2025年才由來往安達臣道石礦場的117A線使用。